# Orbea umbracula
Orbea umbracula är en oleanderväxtart som först beskrevs av Henderson, och fick sitt nu gällande namn av Leslie Larry Charles Leach. Orbea umbracula ingår i släktet Orbea och familjen oleanderväxter. Inga underarter finns listade i Catalogue of Life.